# Mitrocomium simplex
Mitrocomium simplex is een hydroïdpoliep uit de familie Lovenellidae. De poliep komt uit het geslacht Mitrocomium. Mitrocomium simplex werd in 1893 voor het eerst wetenschappelijk beschreven door Pictet. 